# Alsdorf
Pour les articles homonymes, voir Alsdorf (homonymie).
Alsdorf [ˈalsdɔʁf] est une ville allemande à environ 15 km au nord-est d'Aix-la-Chapelle dans le land de Rhénanie-du-Nord-Westphalie (en allemand Nordrhein-Westfalen ou NRW en abrégé) dont la capitale est Düsseldorf.

## Histoire
| Appartenances historiques Duché de Limbourg 1101-1797 République cisrhénane (Meuse-Inférieure) 1797-1802 République française (Meuse-Inférieure) 1802-1804 Empire français (Meuse-Inférieure) 1804-1813 Royaume de Prusse (Grand-duché du Bas-Rhin) 1815-1822 Royaume de Prusse (Province de Rhénanie) 1822-1918 République de Weimar 1918-1933 Reich allemand 1933-1945 Allemagne occupée 1945-1949 Allemagne 1949-présent |

## Jumelage

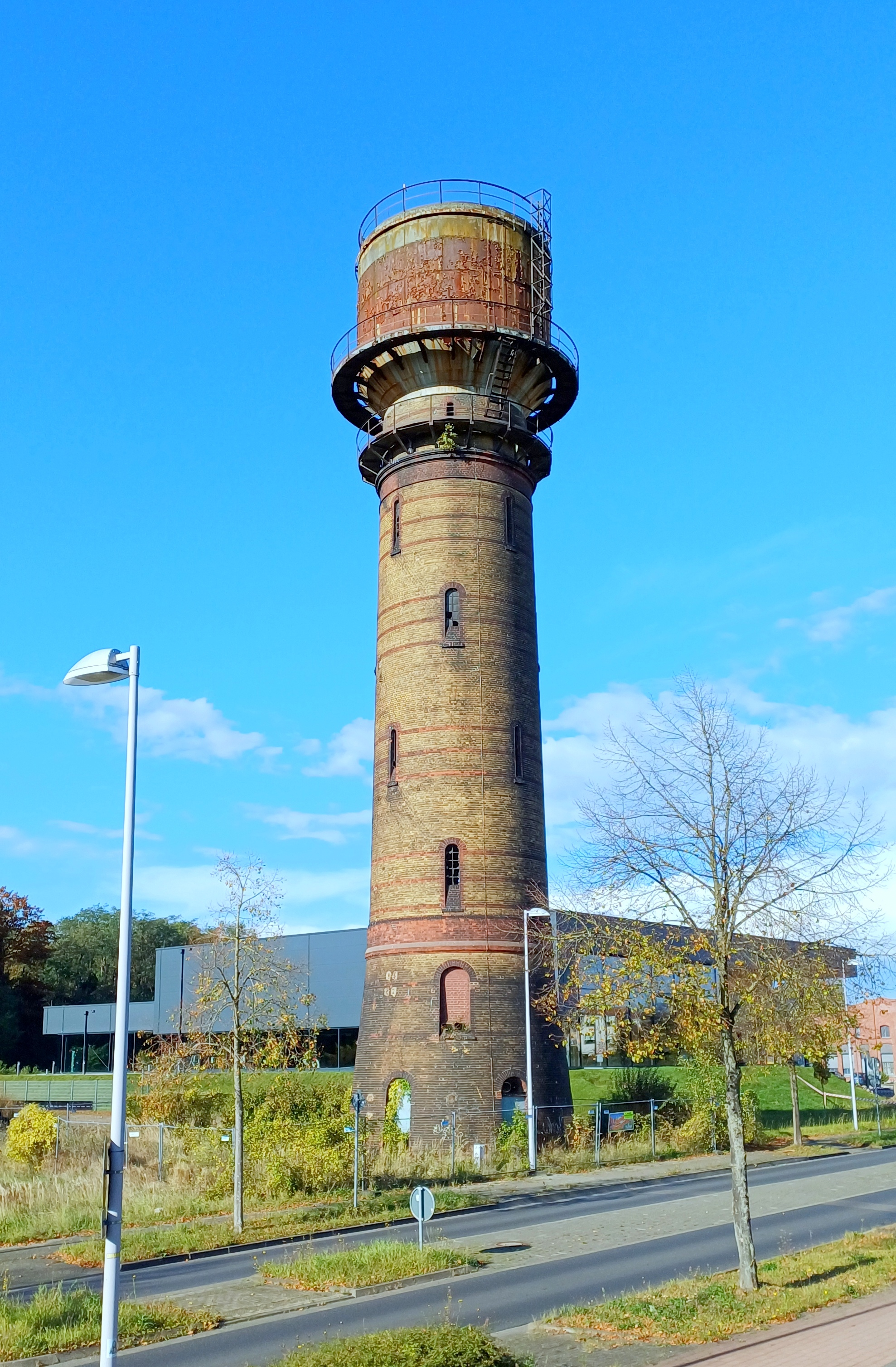
Château d'eau classé monument historique.

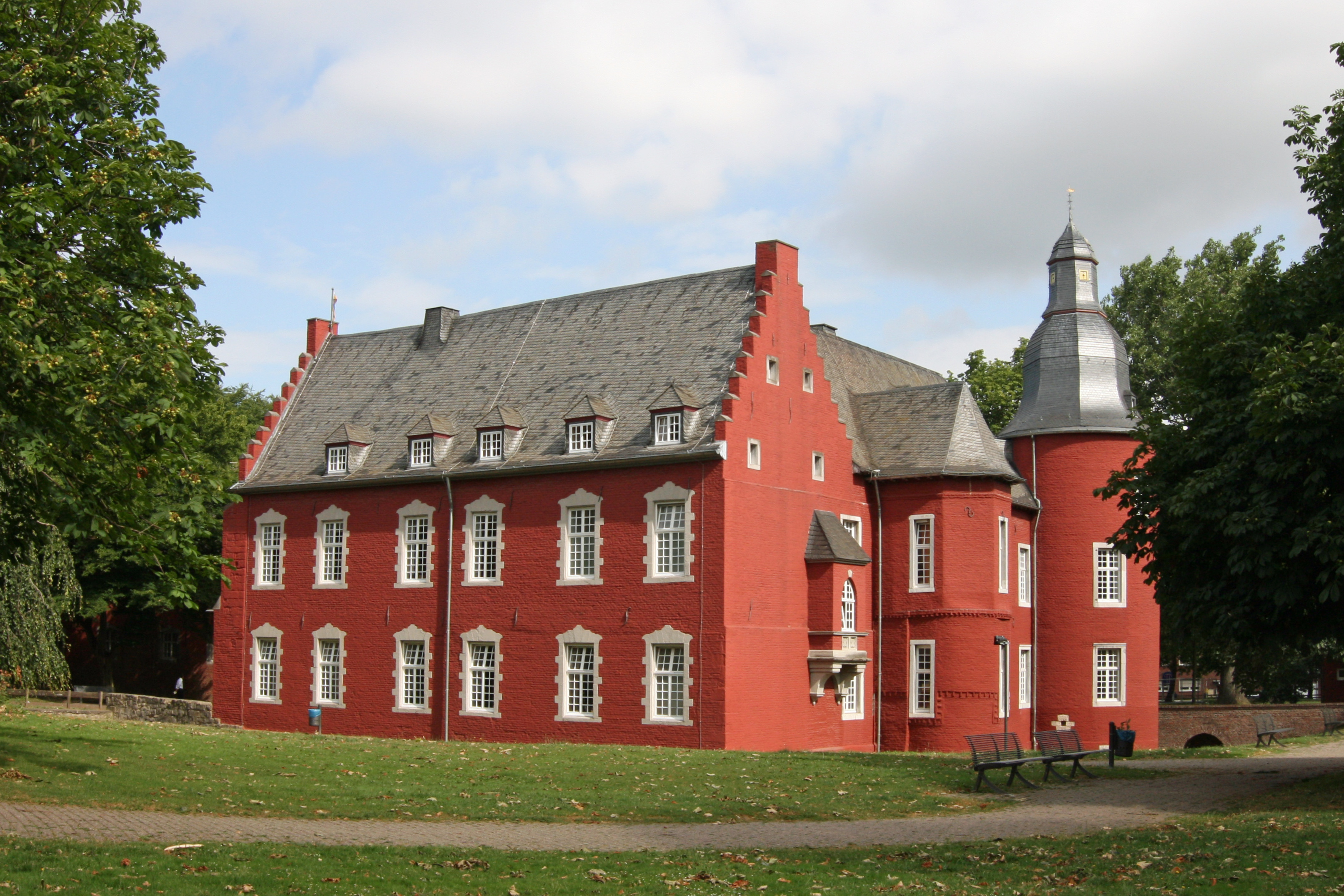
Château Burg Alsdorf.

- Hennigsdorf (Allemagne)
- Saint-Brieuc (France)
- Brunssum (Pays-Bas)